# Star Perú

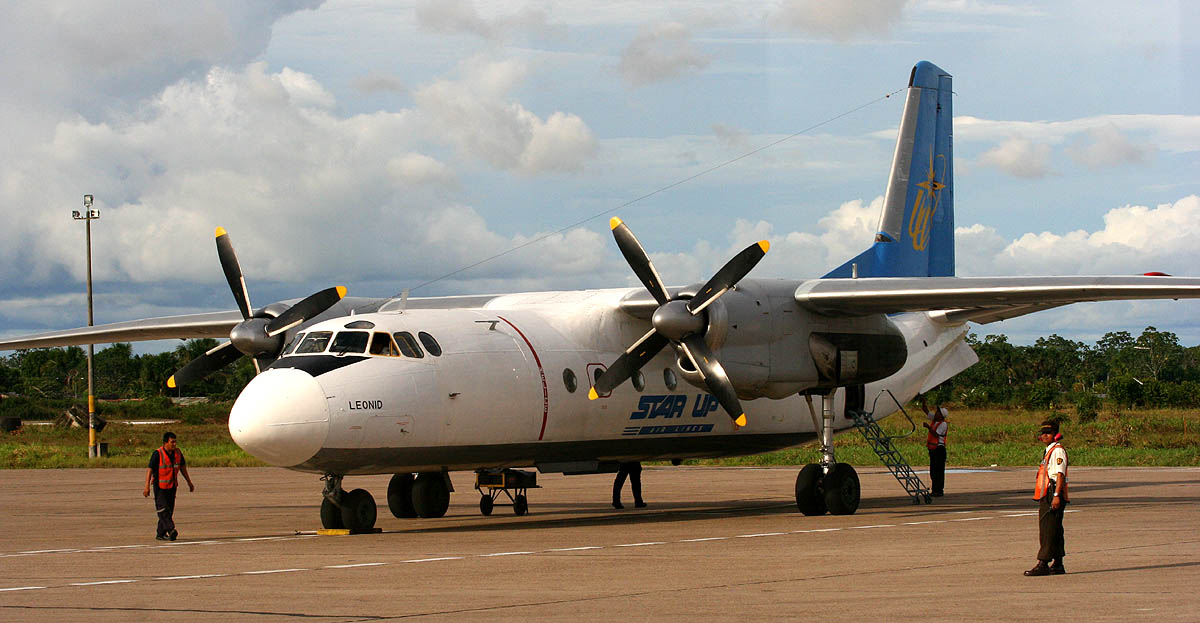
Máy bay An-24 của Star Up Airlines chuẩn bị bay ở Sân bay quốc tế Crnl. FAP Francisco Secada Vignetta, Peru.

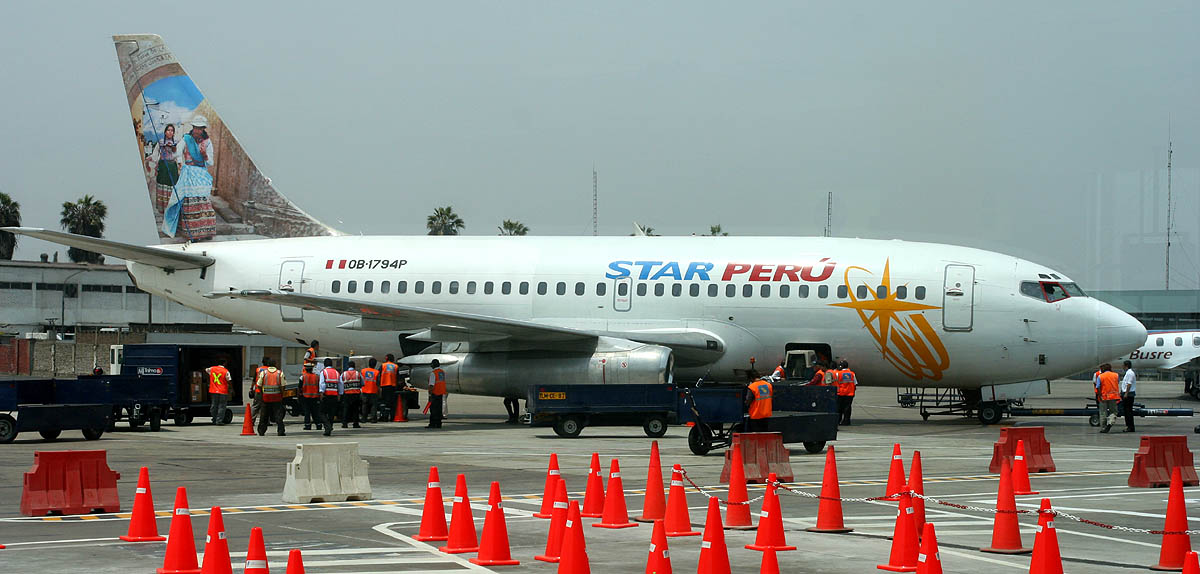
Máy bay Boeing 737-200 của Star Perú ở Sân bay quốc tế Jorge Chávez, Peru.

Star Peru, tên trước kia là Star Up (mã IATA = 2I, mã ICAO = SRU) là hãng hàng không của Peru, trụ sở ở Lima. Hãng có các tuyến đường chở khách và hàng hóa trong nước. Căn cứ chính của hãng ở Sân bay quốc tế Jorge Chávez.

## Lịch sử
Hãng được sáng lập viên kiêm giám đốc điều hành Valentin Kasyanov thành lập năm 1998 dưới tên Servicio de Transporte Aéreo Regional và bắt đầu hoạt động bằng 1 máy bay Antonov An-32.

## Các nơi đến
- Peru (Quốc nội)
  - Cajamarca
  - Cusco
  - Iquitos
  - Lima
  - Pucallpa
  - Puerto Maldonado
  - Tarapoto

## Các nơi đến cũ
(Ngưng từ năm 2008):
- Arequipa
- Chiclayo
- Juliaca
- Trujillo

## Đội máy bay
(Tháng 3/2008):
- 4 Boeing 737-200
- 1 Antonov An-26B
- 2 BAe 146 (ordered)